# Dừa xụ
Dừa xụ hay còn gọi dừa rủ (danh pháp khoa học: Syagrus flexuosa) là loài thực vật có hoa thuộc họ Arecaceae. Loài này được (Mart.) Becc. miêu tả khoa học đầu tiên năm 1916.

## Hình ảnh

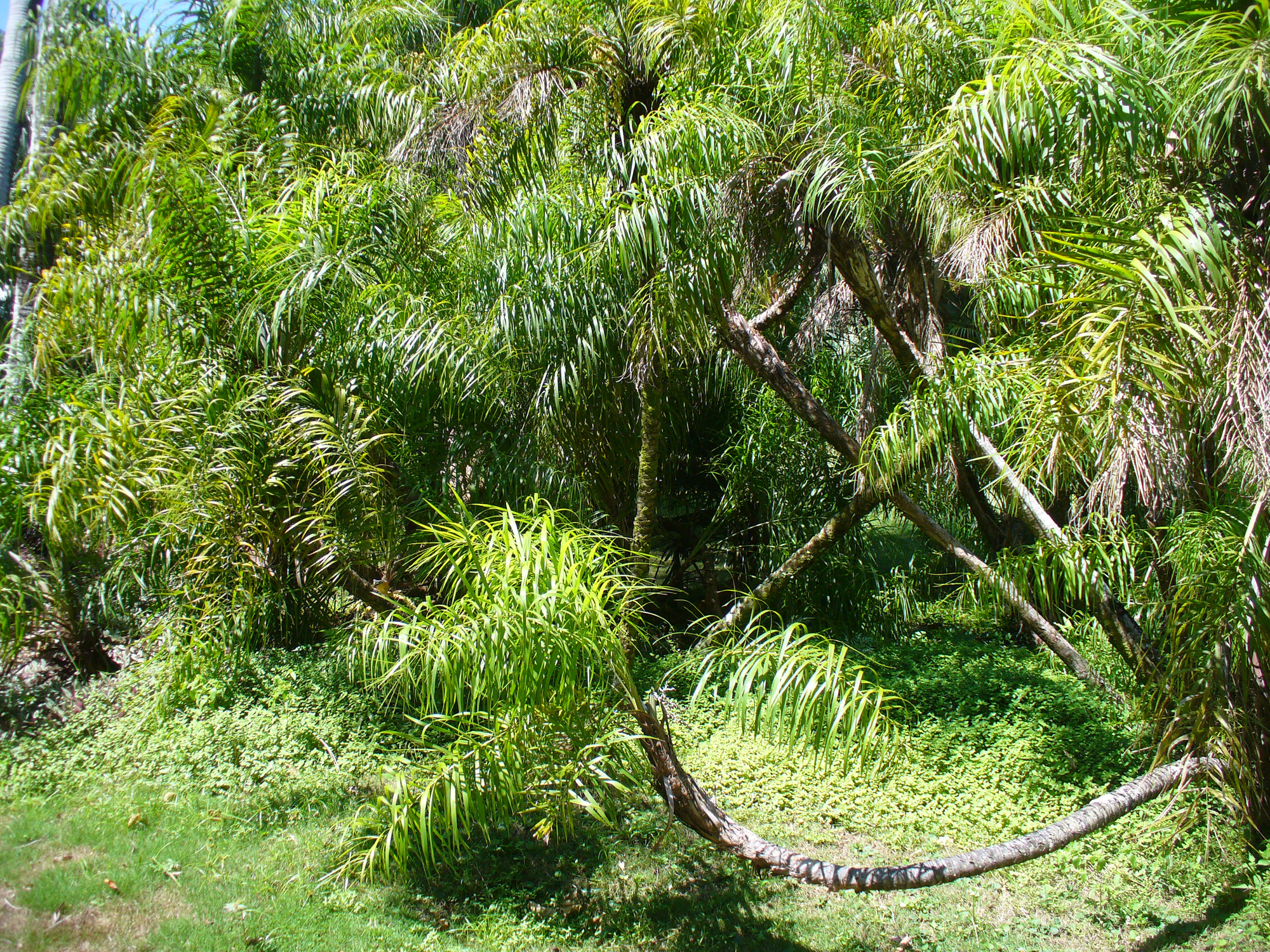